# ديفيد إم. باريت
ديفيد إم. باريت (بالإنجليزية: David M. Barrett)‏ هو عالم سياسة أمريكي، ولد في 1951.